# Себорея
Себорея е кожна болест, която се проявява с нарушено отделяне на мастна секреция на кожата. Причини за възникването на себореята са смущения във функцията на половите жлези, смутена дейност на нервната система, смущения на обмяната на веществата като подагра, затлъстяване, заболявания на черния дроб, стомашно-чревния тракт. Себореята се изявява най-силно по лицето, носа, челото, бузите, брадата, окосмената част на главата, гърдите, под мишниците, под гърдите и в слабините. Обикновено започва в юношеска възраст и в пубертета. Състоянието може да се задържи продължително време, като протича с периоди на затишие и обостряне. Кожата на болните е добра почва за различни инфекции. Лесно се появяват комедони, милиуми, младежки пъпки – в пубертета. След пубертета – плешивост, пъпки, розацея. В старост -брадавици.

## Видове

### Мазна себорея
Най-често се появява по кожата на лицето, окосмената част на главата и гърдите. Характерното за нея е усиленото отделяне на кожна мазнина, която има течен вид поради голямото съдържание на олеинова киселина. Кожата на лицето е с тъмносивкав цвят и придобива вид на портокалова кора.

### Суха себорея
Появяват се кръгли петна с розов цвят по кожата на лицето. Повърхността им е покрита с белезникави люспи, т.нар. лишеи.

### Смесена себорея
Възможно е да се срещнат случаи на смесена себорея. В такива случаи мазната себорея се появява по кожата на носа, челото, брадичката, а по бузите и окосмената част на главата е налице сухата. Има вероятност от едната форма да премине в другата.